# Герменевтика
Гермене́втика (від грец. έρμηνεύω — пояснюю) — мистецтво і теорія тлумачення текстів, первинний зміст яких не зрозумілий внаслідок їх стародавності або неповноти; розкриття істинного смислу, закладеного автором у творі, який «дійшов до нас» у викривленому або неповному вигляді. Термін багатозначний, не має єдиного визначення. Ширше поняття — інтерпретація.
У філософії — спосіб встановлення смислів, який полягає в узгодженні об'єктивних підходів із суб'єктивними за допомогою парадоксального мислення, тобто оминаючи принцип несуперечливості (В. Дільзі, П. Рікер, М. Гайдеґґер, Г. Ґадамер).

## Зв'язок з іншими науками
Герменевтика є допоміжною дисципліною тих гуманітарних (насамперед історичних) наук, які займаються писемними пам'ятками (історії літератури, історії філософії, історії релігієзнавства, мовознавства та ін.). У XX ст. набуває ширшого значення як метод, теорія чи філософія будь-якої інтерпретації.

## Історія
Герменевтика — термін грецького походження, що має кілька близьких значень: мистецтво тлумачення древніх релігійних та історичних текстів, літературних пам'яток, письмово зафіксованих проявів життя, вчення про принципи їх інтерпретації. Тривалий час герменевтика обмежувалася тлумаченням релігійних текстів і смислів, наприклад, інтерпретації оракулів і Гомера в Стародавній Греції, тлумачення Біблії в юдаїзмі (Філоном) і християнстві (Оригеном, Августином і герменевтів раннього протестантизму), але в XX столітті набула рис філософської дисципліни. 
Джерелами герменевтика сягають часів античності і пов'язані з алегоричною інтерпретацією міфів, а в філософії — з трактатом Арістотеля «Про тлумачення» («Peri hermeneias»). Платон вживав термін «hermeneutike» (зокрема, в «Тимеї») як близький грецькому «mantike» — мистецтво передбачення; тут пророк як тлумач специфічного надрозумного сенсу названий герменевтом. В «Йони» герменевтів — інтерпретатором послань богів — називається поет. Завдання посередництва стоїть на передньому плані і в філософському вживанні слова «герменевтика», що примикає до грецького «hermeneia».
Герменевтика отримала потужний імпульс розвитку в працях Аврелія Августина, який звернувся до неї як до системи правил видобування справжнього сенсу Євангелія. Пізніше інтерес до цієї проблеми відродився в надрах протестантської теології, яка розробляла герменевтику як мистецтво істинної інтерпретації Нового завіту в полеміці з католиками-богословами. Величезний внесок у розвиток герменевтичного напрямки внесли: В. Гумбольт, який висловив ідею залежності мислення, мовлення, мовної свідомості, національного характеру народу від мови; Ф. Шляєрмахер, який вважав, що герменевтика здатна допомогти зрозуміти автора і його працю краще, аніж той розумів себе сам; В. Дільтей, який поставив проблему герменевтики як загальну методологічну проблему всіх гуманітарних наук («наук про дух») і відносив метод розуміння до прийомів безпосереднього осягнення духовної цінності (внутрішній світ людини, культура минулого), а згодом до способів осягнення будь-яких життєвих проявів. Загальна для всіх ранніх герменевтичних навчань — це те, що момент новизни, що привноситься в тлумачення, власне ставлення до твору, не враховувався.
Перше вживання латинського терміна «hermeneutica» вперше зустрічається лише в середині XVII ст., У І. К. Даннхауера. Сучасні наукознавчі підходи пов'язують з герменевтикою питання методологічного характеру, що становлять нову онтологію соціального пізнання (М. Гайдеґґер, Г.-Ґ. Ґадамер, П. Рікер та ін.).
Нині герменевтика являє особливий метод класичної науки, що дозволяє осмислено тлумачити письмові джерела, в тому числі й правові.

## Розвиток герменевтики у XX ст.
Теоретичним фундаментом герменевтики кінця XX ст. стали твори Мартіна Гайдеґґера.
Основи герменевтики як загальної інтерпретації закладені протестантським теологом, філософом і філологом Фрідріхом Шляєрмахером (1768—1834). Вільгельм Дільтей (1833—1911) розвивав герменевтику як методологічну основу гуманітарного знання, акцентуючи увагу на психологічному аспекті розуміння; основою герменевтики, за Дільтеєм, є «психологія, що розуміє», — безпосереднє осягнення цілісності душевно-духовного життя. Мартін Гайдеґґер (1889—1976) онтологізував герменевтику: з мистецтва тлумачення, з методу інтерпретації історичних текстів, яким вона була у Шляєрмахера та Дільтея, герменевтика стає «здійсненням буття». Підтримує цю тенденцію учень Мартіна Гайдеґґера — Ганс-Георг Гадамер, котрий став основоположником філософської герменевтики, вихідним пунктом якої є онтологічний характер герменевтичного кола.
Тезами Гадамера стали:
1. інтерпретація є принципово відкритою й ніколи не може бути завершеною;
2. розуміння тексту є невіддільним від саморозуміння інтерпретатора.

Ці та інші положення філософської герменевтики (а в 70—80-ті нові положення сформулювали Поль Рікер, Е. Корет та ін.) справили великий вплив на представників літературної герменевтики (Г.-Р. Яусс, В. Ізер та ін.), яка застосувала філософію інтерпретації до тлумачення художніх текстів.

## Юридична герменевтика
Юридична герменевтика як методологія пізнання права може бути названа невід'ємною частиною юридичних досліджень, оскільки наука про право є в першу чергу «розуміюча» або «тлумачна» дисципліна. На думку сучасних дослідників, знання про право глибоко герменевтичного за своєю суттю, оскільки воно невіддільне від тлумачення різних форм і джерел права — як історичних правових документів, так і діючих правових актів. На переконання сучасних дослідників — правознавців, професійне правове мислення радикально відрізняється від мислення інженерного і в цілому від природничо-наукового мислення.
Юриспруденція — соціальна дисципліна, отже, вона має справу не з неживими предметами, але з людьми, дії яких необхідно не тільки пояснити, а й зрозуміти. Юридична герменевтика за своєю природою антропологічна, тому як розуміння права завжди пов'язане з саморозумінням людини.
Правова наука — суто герменевтична наука ще й тому, що об'єктом її дослідження є, в першу чергу, різного роду правові тексти. Втім, подібно філософської герменевтики, для юридичної герменевтики властиво розглядати юридичну реальність в цілому як текст, що потребує інтерпретації. Сучасні дослідники розширюють уявлення про предмет дослідження юридичної герменевтики, він видається не тільки як сенс юридичних текстів в широкому сенсі слова (тобто юридична реальність як така), але як смислові підстави юридичного дискурсу — тобто система юридичного знання, виражена в мові. Таким чином, предметом досліджень юридичної герменевтики предстає сенс як окремих позитивно-правових встановлень, так і всієї правової реальності в цілому, що розуміється як текст або дискурс.
Юридична герменевтика по істині універсальний метод пізнання правової реальності. Разом з тим, слід розрізняти наукову інтерпретацію правових явищ від практично-прикладної інтерпретації.
Юридична герменевтика як наукова методологія спрямована на теоретичне осмислення правової реальності, з метою створення наукових концепцій, в рамках яких здійснюється виявлення сутності різноманітних правових явищ, а також форм їх існування і розвитку. Такого роду інтерпретація передбачає не тільки сенс про осягнення, але сенс про породження, відповідно, вона націлена, в першу чергу, на перетворення існуючого в суспільстві правового порядку, тобто на правотворчість.
Практично-прикладна юридична герменевтика спрямована на осмислення правових явищ дійсності стосовно до функціонування діючої в суспільстві правової системи. Інтерпретація такого роду полягає, головним чином, у виявленні сенсу, закладеного законодавцем в текст нормативно-правового акта, а також виявлення юридичного сенсу конкретної ситуації, конкретних відносин між людьми, які або врегульовані правом і чи вимагають такого регулювання.
В даному випадку розуміння передбачає наявність певної смислової константи, яка є сенс норми, закону, правозастосовчого акта. Завдання практично-прикладної юридичної герменевтики — зрозуміти сенс права і співвіднести його з даним випадком, казусом. Таким чином, практично-прикладна юридична герменевтика орієнтована, головним чином, на правозастосування. Проте, розуміння змісту норми постійно збагачується за рахунок включення в його простір нових смислових елементів, породжених осмисленням одиничних випадків, що покриваються цією нормою. Таким чином, практично-прикладна герменевтика також містить у собі елементи сенсу про породження і неявну правотворчість. Між науковою юридичною герменевтикою і практично-прикладною юридичною герменевтикою існують прямі і зворотні зв'язки.
Так прикладна герменевтика є пізнавальним механізмом, що дозволяє зрозуміти діючий сенс закону, співвіднести його з конкретною ситуацією, а також юридично осмислити ситуацію, до якої необхідно докласти цей закон. Юридичний зміст закону, є результатом правового мислення законодавця, яке, в свою чергу, спирається на наукові дослідження, наукові герменевтичні вишукування права, які не можуть не спиратися на судову чи іншу правозастосовчу практику. Метод герменевтики в праворозумінні обумовлений, крім усього іншого, також існуванням різних правових культур, зокрема національної правової культури, з власним баченням проблеми прав людини, правової держави тощо.
Юридична герменевтика знаходиться в тісному взаємозв'язку з філософською герменевтикою, остання виступає як методологічне підґрунтя юридичної герменевтики. На методологічну спільність історичної, теологічної, філологічної та юридичної герменевтики вказував Гадамер. Саме, філософська герменевтика розробляє метод, який використовує юридична герменевтика. Сучасна юридична герменевтика включає в свій арсенал методики, розроблені В. Дильтеєм, Г. Г. Гадамер, Е. Бетті, зокрема, актуальними методологічними процедурами і принципами є: принцип діалогічного характеру розуміння, принцип «кращого розуміння», процедура герменевтичного кола тощо. Застосування цих методів продуктивно як для тлумачення існуючого законодавства, так і для вироблення нових правових норм.
До речі, найбільш цікаву методологію герменевтичного аналізу правових текстів розробив італ. філософ і юрист Е. Бетті. Він розмірковував таким чином. Існує світ об'єктивного духу, фактів і людських подій, вчинків, жестів, думок і проєктів, ідеалів і реалізацій. Весь цей світ підлягає інтерпретації. Інтерпретація постає як процес, мета, адекватний результат якого — розуміння. Інтерпретатор повинен ретроспективно відтворити реальний процес створення тексту шляхом реконструкції послання і об'єктивації намірів автора тексту. Бетті сформулював чотири герменевтичних канони, що активно використовуються в юриспруденції:
1) Канон іманентності герменевтичного масштабу. Реконструкція тексту повинна відповідати точці зору автора. Інтерпретатор нічого не винен привносити ззовні; йому належить шукати сенс тексту, поважаючи несхожість і герменевтичну автономію об'єкта.
2) Канон тотальності герменевтичного розгляду. Зміст його полягає в тому, що єдність цілого прояснюється через окремі частини, а сенс окремих частин прояснюється через єдність цілого («герменевтичне коло»).
3) Канон актуальності розуміння. Інтерпретатор не може зняти свою суб'єктивність до кінця. Щоб реконструювати чужі думки, твори минулого, щоб повернути в справжню, життєву дійсність чужі переживання, — потрібно співвіднести їх з власним «духовним обрієм».
4) Канон смислової адекватності розуміння є вимога до інтерпретатора тексту. Зрозуміти один одного автор і інтерпретатор можуть, якщо вони конгеніальні і знаходяться на одному рівні. Цей канон передбачає також уміння інтерпретатора прийняти цілі об'єкта інтерпретації, як свої, в самому безпосередньому сенсі слова.
Метод герменевтики в юриспруденції покликаний спростити діалог правових культур, оскільки правові поняття і категорії (такі, наприклад, як свобода, демократія, відповідальність) мають різне значення в різних правових системах. Метод герменевтики плідно застосовується в історико-правових дослідженнях.
Праворозуміння має діалогічний характер, оскільки в його процесі завжди встановлюється невидимий діалог між автором тексту — історичних правових документів або чинних правових актів правових норм, і тлумачем — правозастосовувачем або дослідником — правознавцем.
Праворозуміння підпорядковане принципу «кращого розуміння», оскільки кожна наступна інтерпретація права ширша за попередню, в силу включення в його простір нових смислових елементів, породжених осмисленням одиничних випадків, казусів.
Герменевтичне коло є незамінним методом пізнання права і правової дійсності в цілому. По-перше, повне осмислення будь-якої правової норми — загального, недосяжно без її зіставлення з конкретною ситуацією — приватним і навпаки; по-друге, експлікація сенсу будь-якої правової норми — частини, досягається за допомогою її співвіднесення з нормативною системою — цілим і, навпаки; по-третє, розуміння будь-якого історично існуючого правового явища — тексту, досягається за допомогою розуміння історичної ситуації, в якій воно виникло — контексту і навпаки; і т. д.
Необхідно відзначити творчий характер юридичної герменевтики. Інтерпретація правової норми, в сучасному розумінні, творчий процес — спочатку певний сенс завжди збагачується новими смисловими елементами, пов'язаними з історичними змінами, в силу яких початковий зміст закону і зміст, що застосовується в юридичній практиці, різні. Правозастосувач, таким чином, виступає як, по суті, співзаконодавець. Разом з тим, між законодавцем і правозастосувачем існує конфлікт інтерпретацій, суть якого полягає в тому, що законодавець спочатку прагне до однозначності тексту в свою користь.
Герменевтика як мистецтво тлумачення права, очевидно, народилася разом з самим правом. Так, наприклад, відомий антрополог Норбер Рулан так описує практику тлумачення права в архаїчному суспільстві: «Юридичні правила, породжені міфами, і звичаї можуть для кращого свого застосування вимагати тлумачення. Зазвичай тлумачами виступають імениті члени суспільства і старійшини, які повинні (найчастіше при врегулюванні конфліктів) нагадувати фундаментальні правила або виводити їх з спостережуваної манери поведінки».
Що стосується систематизації правил тлумачення різного роду правових явищ, то вона з'являється досить пізно — в період Нового часу, тобто в період становлення класичної юридичної науки.
Одним з перших систематизаторів юридичної герменевтики є голландський юрист, правовий мислитель Гуго Гроцій (1583—1645 рр.). Свою концепцію юридичної інтерпретації він викладає в роботі «Про право війни і миру. Три книги, в яких пояснюються природне право і право народів, а також принципи публічного права». Одна з глав цієї роботи присвячена проблемам тлумачення різного роду правових явищ.
Гроцій визначає тлумачення як «витяг сенсу з цілком зрозумілих знаків. Знаки ці можуть бути двоякого роду: слова та інші способи вираження, якими користуються в окремо або ж в сукупності». Гроцій вважає, що необхідність в тлумаченнях спостерігається по відношенню до слів або пропозицій, коли вони «розмовляють по-різному», тобто коли вони отримують кілька значень. Мислитель описує прийоми тлумачення слів, які в його баченні повинні розумітися згідно з народним слововживанням; технічних термінів, які на переконання Гроція слід розуміти відповідно галузі знання. Він вводить уявлення про відмінність значень слів в широкому і вузькому значенні, а також необхідності їх розуміння в залежності від контексту. Крім цього Гороцій дає рекомендації щодо того, як слід чинити в разі виявлення в юридичних текстах двозначностей або суперечностей. В цілому, тлумачення у Гроція є засобом усунення нерозуміння і з'ясування справжнього змісту юридичних текстів. Разом з тим, юридичне тлумачення, в баченні Гроція, функціонально, тобто направлено на практичне використання норм права. З цією метою Гроцій формулює основні правила тлумачення:
- щоб не затемнювати зміст норми складною та незрозумілою термінологією слід користуватися звичайним народним вживанням слів;
- зі слів, що мають великий спектр значень, потрібно вибирати слово з більш широким і основним значенням, так як до нього буде віднесено і шукане;
- бажано використовувати терміни, пояснені самим законом (в прямому значенні), і уникати переносних значень, що повинно призводити до використання точних, юридично строгих значень, чітко відповідних даним обставинам;
- фігуральні вираження допустимі при простих обставинах з метою звільнення від ускладненої термінології, яка затемнює юридичні тексти, їх розуміння і застосування.

Гроцій виділяє наступні види інтерпретації: граматичну, логічну, історичну, технічну (у вузькому сенсі слова — це інтерпретація, що враховує специфіку конкретного законодавства), рекомендаційну (для практичного застосування професійними юристами).
Особливу увагу Гроций приділяє проблемі розмежування прямого і переносного змісту слів і, відповідно, буквального і фігурального їх тлумачення. Зусиллями Гроція юридична герменевтика набуває статусу наукової та прикладної методології, вона стає одним з обов'язкових розділів загальної теорії права і поступово вводиться в систему знання, що викладається студентам юридичних факультетів. Видатні заслуги Гроція відзначали представники історичної школи права (Савіньї, Пухта), вважаючи, що саме Гороцій був родоначальником тих поглядів, які склали основу історичної школи.
Ідеї Гроція розвиває німецький правознавець Антон Фрідріх Юстус Тібо (1772—1840 рр.), який стверджує, що методологічною основою інтерпретації права є філософія. У своїй дисертаційній роботі «Про поділ особистих і речових прав» Тібо стверджує, що для встановлення вищих юридичних понять кращим засобом є філософія. Він висуває теорію інтерпретації, згідно з якою за допомогою філософії можна встановлювати основні положення права, з яких законодавець виходив у дійсності. Разом з тим, сам Тібо вказує, що правильне філософське розуміння права є справа майбутнього.
Значний внесок у справу розвитку юридичної герменевтики зробив професор Берлінського університету Фрідріх Карл фон Савіньї (1779—1861 рр.). Методи тлумачення «писаних» законів, запропоновані Савіньї служили орієнтиром для юридичної герменевтики аж до початку XX століття.
У роботі «Система сучасного римського права» Савіньї визначає чотири типи юридичного тлумачення:
1) граматичне тлумачення — тлумачення, що розглядає зміст слів і пропозицій;
2) систематичне тлумачення — тлумачення, яке дає розуміння даного закону виходячи зі смислової єдності всіх законів їх «органічної цілісності»;
3) історичне тлумачення — тлумачення, фокусує увагу на те, в якій історичній ситуації приймався і керувався закон;
4) телеологічне тлумачення — тлумачення, спрямоване на виявлення мети закону.
Савіньї розглядав «юридичну герменевтику» як метод догматичної юриспруденції, підстави якої були закладені середньовічними глосаторами, що інтерпретують норми римського права з метою встановлення їх первісного значення і адаптації до соціально-економічного буття середньовічної Європи. Для Савіньї головним призначенням герменевтики було встановлення початкового значення. Таким чином, для Савіньї наука тлумачення була наукою смислозрозуміння, але не смислопородження. Очевидно, для епохи, в яку творив Савіньї, таке розуміння герменевтики було типовим. Не випадково ще один представник історичної школи — Георг Фрідріх Пухта (1798—1846 рр.) Писав: «З правил, створених для критики та інтерпретації закону, утворилася ціла наука — юридична герменевтика — наука безплідна, поверхнева, суха».
У XX столітті юридична герменевтика збагачується методологією, розробленою італійським філософом, юристом, викладачем римського права Еміліо Бетті. Чотири канону — правила інтерпретації, розроблені Бетті знаходять широке застосування в юридичних дослідженнях.
У сучасній юридичній науці методологія герменевтики займає особливе місце. Наприкінці XX століття в юридичній думки намічається перехід від позитивізму до герменевтики, яка приміряє сфери належного і сущого. Найбільший методолог юридичних досліджень, німецький правознавець Артур Кауфман (1923—2001 рр.), вважає, що реальне право має поєднувати в собі взаємодоповнювальні моменти сутності (справедливості) і існування (позитивності), і що досліджувати його необхідно в розвитку, в процесі конкретизації права, з'єднанні сутності та існування. Герменевтику Кауфман розглядає як філософію юридичної мови в його практичному застосуванні. Сферою дії герменевтики він вважає діяльність судді, який виступає рупором дійсного, а не книжкового права. Саме суддя здійснює зіставлення мовних виразів правової норми і юридичного змісту конфлікту, які норма повинна регулювати. Іншими словами, закон не розглядається як щось цілком достатнє для формування правил в процесі вироблення судового рішення. У баченні Кауфмана, лише суддя виявляє зміст і сенс конкретної конфліктної ситуації і визначає, наскільки закон відповідає стану речей в даний час і в даному місці.

## Розвиток знання про герменевтику
За замірами в гугл-академії , запит за пошуковим словом «герменевтика» (кирилицею) дає 58,1 тис. результатів. Перші три найцитованіші праці мають 972, 310 та 375 цитувань. Аналогічний запит щодо «герменевтика + Україна» дає 17,2 тис. відповідей .